# Mont Kanasuta
Mont Kanasuta är ett berg i Kanada.   Det ligger i provinsen Québec, i den sydöstra delen av landet, 400 km nordväst om huvudstaden Ottawa. Toppen på Mont Kanasuta är 481 meter över havet.
Terrängen runt Mont Kanasuta är huvudsakligen platt.Trakten runt Mont Kanasuta är nära nog obefolkad, med mindre än två invånare per kvadratkilometer.. 
I omgivningarna runt Mont Kanasuta växer i huvudsak blandskog.